# Manuel Antonio Cristi Aldana
Manuel Antonio Cristi Aldana (Santiago; 1857 - ibídem; 1920) fue un abogado y político conservador chileno. Era hijo de Eduardo Cristi Oróstegui y María Teresa Aldana Pfeiffer. 

## Biografía
Fue educado en el Colegio San Ignacio y en la Universidad de Chile, donde juró como abogado (1880). 
Desarrolló su profesión al mismo tiempo que ingresaba al Partido Conservador, donde inició en paralelo una carrera política. Fue abogado de la Intendencia de Valparaíso (1888) y abogado del Ministerio de Relaciones Exteriores (1890).
Elegido Diputado por San Felipe, Los Andes y Putaendo (1891-1894), integró la comisión permanente de Constitución, Legislación y Justicia. 
Volvió a ser candidato en las elecciones de 1894, pero no logró la victoria. Se dedicó luego a su profesión e ingresó al cuerpo de abogados del Ministerio del Interior (1899-1901).
Fue alcalde de Los Andes (1903-1906), llegando a formar parte de la mesa directiva de su colectividad (1906).